# 亞歷山大·阿格勒斯
亞歷山大·阿格勒斯（Alexander Argüelles，1964年4月30日—）是美國語言學家與多語者，專業為韓語研究，曾學習超過60種語言，並能流利使用至少10種，《紐約客》雜誌的一篇文章形容他是「語言學習圈的傳奇人物」，邁克爾·埃拉德關於多語者的著作《Babel No More》中也有章節介紹他。阿格勒斯於哥倫比亞大學獲學士學位，於芝加哥大學獲博士學位，曾在韓國的韓東大學、黎巴嫩的美國科學技術大學、美國加州的新加州學院與阿拉伯聯合大公國的阿聯酋美國大學等地教書，現為明尼蘇達伯米吉的康考迪亚语言学习村沈浸式教學的負責人。
阿格勒斯的父親伊凡·阿格勒斯為詩人，叔父荷西·阿格勒斯為新紀元運動作家。

## 語言學習
亞歷山大·阿格勒斯致力於學習語言，一天平均花9小時學習，年輕時甚至一天學習多達16小時，他主張同時學習多種語言，將一天的學習時間分成數個區段（最短的區段僅15分鐘），分別從事不同語言的學習活動，包括閱讀小說、練習文法與寫作等，每天均設定有學習目標，在筆記本中紀錄了過去20年來自己每一天的學習歷程。
阿格勒斯可流利使用英語、韓語、西班牙語、法語、德語、義大利語、葡萄牙語、荷蘭語、加泰隆尼亞語與瑞典語等十種語言，學習過的語言超過60種，其中包括梵文、拉丁文與古希臘文等古代語言。他的藏書包括至少142種語言的學習資料。
據阿格勒斯自述，他11歲時在學校學習第一門外語（法語）但進度緩慢，大學時因想閱讀德國作家的著作而學習德語，進而拓展至其他語言，20幾歲時便下定決心要盡可能地學習多種外語。他自創了名為「影子跟讀法」（shadowing）的語言學習方式，即在戶外走動時聽外語錄音的音檔並大聲跟讀。

## 著作

### 韓語研究
- Argüelles, Alexander, and Jong-Rok Kim (2000). A Historical, Literary and Cultural Approach to the Korean Language. Seoul: Hollym.
- Argüelles, Alexander, and Jong-Rok Kim (2004). A Handbook of Korean Verbal Conjugation. Hyattsville, Maryland: Dunwoody Press.
- Argüelles, Alexander (2007). Korean Newspaper Reader. Hyattsville, Maryland: Dunwoody Press.
- Argüelles, Alexander (2010). North Korean Reader. Hyattsville, Maryland: Dunwoody Press.

### 其他
- Argüelles, Alexander (1994). Viking Dreams: Mythological and Religious Dream Symbolism in the Old Norse Sagas. Doctoral dissertation, University of Chicago.
- Argüelles, Alexander (1999). 프랑스동사변화안내: La Conjugaison des Verbes. Seoul: 신아사.
- Argüelles, Alexander (2006). English French Spanish German Dictionary. Beirut, Lebanon: Librairie du Liban.

## 外部連結
- YouTube上的亞歷山大·阿格勒斯頻道